# Дело о продаже детей в округе Льюзерн

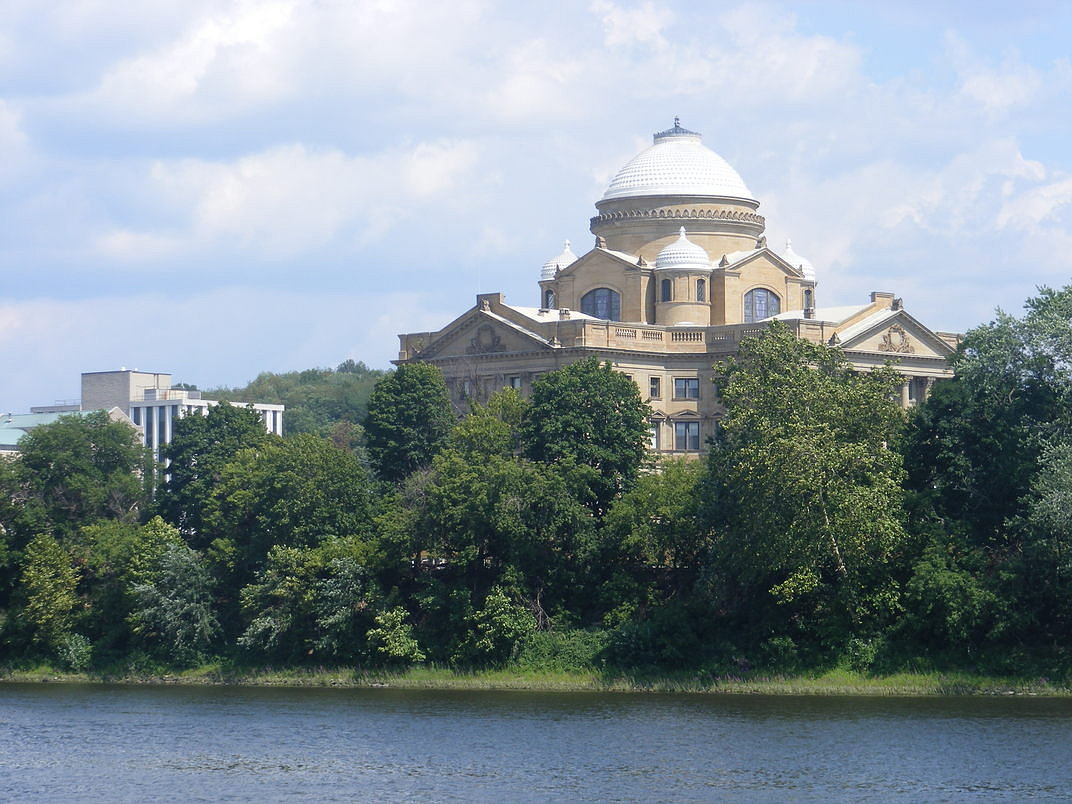
Место преступления — окружной суд в Уилкс-Барре, округ Льюзерн, штат Пенсильвания

«Дело о продаже детей» (англ. Kids for cash) — уголовное дело по факту должностного преступления, совершённого судьями округа Льюзерн, которые незаконно передавали осуждённых несовершеннолетних лиц в частные ювенальные тюрьмы штата Пенсильвания; оно было раскрыто в 2009 году.
В начале 2000-х годов судьи Майкл Конахан и Марк Чиаварелла заключили преступную сделку с предпринимателями Робертом Пауэллом и Робертом Мериклом. Закрыв собственным решением муниципальный «исправительный центр», Конахан за откат предоставил Пауэллу монопольное право на исполнение наказаний несовершеннолетним осуждённым. Затем Чиаварелла обязался поставлять частной тюрьме осуждённых в обмен на долю в доходах тюремщиков, выплачиваемых из бюджета округа. Он незаконно лишил свободы и права на защиту, по разным оценкам, от 1614 до 6 тысяч подростков в возрасте от десяти до восемнадцати лет. За время действия схемы судьи получили от предпринимателей-владельцев частной тюрьмы 2,8 миллиона долларов.
В январе 2009 года Федеральное бюро расследований, занимавшееся расследованием фактов коррупции в Льюзерне с 2007 года, передало уголовное дело в суд. В октябре 2009 года верховный суд штата вынес беспрецедентное решение об отмене всех приговоров несовершеннолетним, вынесенных Чиавареллой в 2003—2008 годах. В 2011 году суд с участием коллегии присяжных приговорил Чиавареллу к 28 годам, а Конахана — к 17 с половиной годам заключения. Пауэлл получил 18 месяцев, а дело против Мерикла по состоянию на апрель 2013 года ещё не дошло до суда.

## Место действия
Округ Льюзерн расположен в центре угольного бассейна долины Вайоминг на северо-востоке Пенсильвании. Европейские переселенцы обосновались на этой территории с последней четверти XVIII века. Благодаря спросу на уголь население округа непрерывно росло и в 1930-е годы достигло пика в 445 тысяч человек. После Второй мировой войны угольная промышленность, не выдержав конкуренции с нефтяниками, пришла в упадок, и население начало сокращаться. В 1959 году катастрофа на шахте Нокса привела к затоплению угольных пластов, окончательно добив отрасль. К 2009 году население сократилось до 312 тысяч человек. Современный Льюзерн — небогатый белый округ: доля цветного населения здесь не превышает 7 %, а среднедушевой доход — 24 тысячи долларов в год (2010). Абсолютное большинство белых жителей — потомки шахтёров-поляков, поселившихся в округе во второй половине XIX века. Так же, как и в Пенсильвании в целом, около 70 % населения живут в собственных домах, и только 21 % — в многоквартирных домах. Образовательный уровень низкий: высшее образование имеют только 20 % жителей старше 25 лет (в штате — 26,7 %, в среднем по стране 28,2 %).
Судебная власть в округе сосредоточена в руках коллегии из девяти выборных судей, которые избирают из своего состава председателя окружного суда. Уровень преступности в округе примерно равен среднему уровню по штату и стране. Количество грабежей в округе, в расчёте на 100 тысяч населения, почти вдвое ниже среднего по стране, а количество преступных побоев — вдвое выше. В штате и в округе бытует мнение об особой «культуре коррупции» (англ. culture of corruption), связывающей все ветви пенсильванской власти.

## Действующие лица
Марк Чиаварелла (англ. Mark A. Ciavarella, род. 1950) и Майкл Конахан (англ. Michael T. Conahan, род. 1952) родились и выросли в округе Льюзерн, а после окончания университета вернулись в родные места и занялись частной адвокатурой. В 1995 и 1993 годах они были избраны в судьи общей юрисдикции (англ. Court of the Common Pleas) судебной системы штата. Оба были близкими друзьями, сторонниками Демократической партии и деловыми партнёрами: закон позволял совмещать судейскую должность с управлением собственным бизнесом. Двух судей часто видели вместе в ресторанах, а выходные они c семьями проводили в принадлежавшем им на паях кондоминиуме во Флориде.
Майкл Конахан, заняв в 2002 году пост председателя окружного суда, держался замкнуто и отстранённо; со слов знавших его людей, он был одновременно и джентльменом, и жёстким авторитарным диктатором. Он полностью подчинил себе суд, расставив на должности родственников и друзей вроде Чиавареллы. С начала своей карьеры Конахан был тесно и открыто связан с главой преступного сообщества Буфалино Уильямом Д’Элиа. Во время описываемых событий Д’Элиа находился под следствием, а с мая 2008 года под судом, но льюзернский судья не пытался скрыть связь с мафиози: Конахан и Д’Элиа открыто встречались, Д’Элиа регулярно, при свидетелях, передавал Конахану подозрительные конверты.
Марк Чиаварелла бессменно, с 1996 года по май 2008 года, исполнял обязанности ювенального судьи округа Льюзерн, а в 2008 году сменил Конахана на посту председателя суда. В отличие от скрытного Конахана, Чиаварелла был публичным оратором: он часто выступал в школах, агитировал за соблюдение закона с позиции «нулевой терпимости» к нарушителям, публиковал научные статьи о морали и этике, охотно общался с прессой и пользовался покровительством конгрессмена-демократа Пола Канджорски. Чиаварелла не афишировал связи с Д’Элиа, но также был замечен в его компании, а в 2006 году именно Чиаварелла помог деловому партнёру Д’Элиа выиграть иск против местной газеты. По утверждению ответчиков, судья провёл слушания с грубыми нарушениями процессуальных норм.

## Ювенальная юстиция
| Задержания несовершеннолетних в США, 1998 год    | Задержания несовершеннолетних в США, 1998 год | Задержания несовершеннолетних в США, 1998 год |
| Повод к аресту                                   | Количество                                    | Процент                                       |
| ------------------------------------------------ | --------------------------------------------- | --------------------------------------------- |
| Тяжкие насильственные преступления               | 112 200                                       | 4,3 %                                         |
| Кражи, грабежи, угоны и поджоги                  | 596 100                                       | 22,9 %                                        |
| Прочие преступления и провинности, в том числе … | 1 896 000                                     | 72,8 %                                        |
| … драки, нанесение побоев (кроме тяжких)         | 237 700                                       | 9,1 %                                         |
| … нарушение законов о комендантском часе         | 187 800                                       | 7,2 %                                         |
| … уход из дома                                   | 165 100                                       | 6,3 %                                         |
| … нарушение антиалкогольных законов              | 157 300                                       | 6,0 %                                         |
| Итого                                            | 2 603 300                                     | 100 %                                         |

В штате Пенсильвания действует ювенальная юстиция — особый порядок правосудия и исполнения наказания в отношении несовершеннолетних, не обязательно преступников, в возрасте от 10 до 17 лет. В сферу действия ювенальных законов попадают и преступления, и мелкие провинности административного характера, и так называемые «статусные проступки» (англ. Status offense) — деяния, ненаказуемые для взрослых, но неприемлемые для ребёнка и подростка. Наиболее частые провинности такого рода — школьные прогулы, уход из дома и употребление алкоголя. Подросток может быть лишён свободы не только за конкретные проступки, но и за «характер поведения» (англ. pattern of behavior) или «по семейным обстоятельствам» (англ. family circumstances).
Дела примерно одной четверти задержанных подростков решаются полицией в административном порядке, остальные три четверти дел направляются в ювенальный суд в системе судов общей юрисдикции штата (федеральные суды рассматривают дела несовершеннолетних исключительно редко. Дела о тяжких преступлениях подростков старше 14 лет оттуда передаются в обычные уголовные суды, все прочие дела рассматриваются ювенальным судьёй, единолично. Ювенальный суд проходит в закрытом режиме и действует по модели не уголовного, но гражданского процесса. Судья решает не вопрос «виновен или не виновен» подросток в конкретном преступлении, а «является ли правонарушителем (англ. delinquent) или нет». В 2007 году суды Пенсильвании лишили свободы каждого восьмого правонарушителя, в округе Льюзерн процент осуждённых был вдвое больше.
Права несовершеннолетнего подсудимого, по сравнению с совершеннолетним, сужены, а полномочия власти — расширены. Конституционное право на суд присяжных на несовершеннолетних не распространяется; Аляска и Техас дали несовершеннолетним такое право, а Пенсильвания не дала. Пенсильвания и Юта — два последних штата, не предоставляющие несовершеннолетним государственных адвокатов. Абсолютное большинство ювенальных дел рассматривается без участия защитников, отказы от защиты оформляются непосредственно при приводе несовершеннолетнего в суд. Закон о надлежащем оформлении отказа несовершеннолетнего от адвоката был принят в Пенсильвании только в 2005 году. В Пенсильвании несовершеннолетних осуждённых в судах заковывают в наручники и ножные кандалы (в уголовном суде — максимум в наручники).
Ювенальная юстиция США развивается волнами: в 1960-е и 1970-е годы судьи выносили либеральные приговоры, ориентируясь не на наказание, а на реабилитацию подростков; в 1980-е и 1990-е судебная практика ужесточилась и стала чисто обвинительной. Сроки заключения в «исправительных центрах», куда ювенальный суд отправляет осуждённых подростков, обычно не определены: судья устанавливает нижний и верхний пределы срока, а момент «исправления» определяет администрация тюрьмы. В льюзернском деле реальные сроки наказания за мелкие проступки простирались от двух суток до трёх лет. Реже, по представлению обвинения, выносятся приговоры на определённый срок, например, «один год исправительной колонии с последующей передачей в исправительную школу до достижения возраста 18 или 21 год». Срок заключения подростка может многократно превышать срок наказания взрослого за аналогичное преступление: один из подростков, осуждённый Чиавареллой на неопределённый срок за покупку краденого мотоцикла, отсидел в общей сложности три года, тогда как типичное наказания для взрослого не превысило бы тридцати суток ареста. Расходы на строительство и содержание «исправительных центров» финансируются штатом, но суды нередко возлагают на родителей подростков обязанность компенсировать расходы по их содержанию под стражей.

## Преступный сговор
В 1990-е годы в округе Льюзерн успешно действовал единственный муниципальный «исправительный центр» на 22 подростка. По показаниям Чиавареллы, в 1998 или 1999 годах он начал кампанию за закрытие этого учреждения, ставшего якобы «абсолютным позором» (англ. «an absolute dump and absolute disgrace») округа. После нескольких безрезультатных обращений к администрации округа, которая раз за разом отказывалась выделять деньги на новую тюрьму, Чиаварелла предложил Конахану поручить постройку частным предпринимателям. Конахан, со слов Чиавареллы, и нашёл таких предпринимателей — местного адвоката Роберта Пауэлла и Грегори Запаллу (сына судьи верховного суда штата и брата прокурора округа Аллегейни). В апреле 2002 года к ним присоединился строительный подрядчик Роберт Мерикл. По утверждению Чиавареллы, Мерикл сам предложил судье «комиссионное вознаграждение» в 10 % стоимости контракта, а затем Чиаварелла уступил половину будущих откатов Конахану.
Конахан фактически возглавил «проект», продвигая мнение о небезопасности нахождения подростков в якобы обветшавшем здании, и выдал предпринимателям письменную гарантию на заключение муниципального контракта минимальной стоимостью 1,314 миллиона долларов в год. В октябре 2002 года власти штата, обеспокоенные предстоящим ростом расходов округа, обследовали муниципальный центр и нашли его вполне пригодным. В ответ Чиаварелла жёстко раскритиковал действия ревизоров, а Конахан в декабре 2002 года аннулировал лицензию центра и запретил казначейству финансировать его. За эти услуги предприниматели выплатили Чиаварелле и Конахану откат в 997 600 долларов. Сложная цепочка отмывочных платежей, начавшаяся в январе 2003 года, завершилась только в августе. Бо́льшая часть денег переводилась в безналичной форме, но в деле фигурирует и коробка с 140 тысяч наличных долларов. На полученные деньги судьи приобрели во Флориде кондоминиум и зарегистрировали его на своих жён. Последующие безналичные платежи от Пауэлла и Мерикла судьи оформляли как законные платежи за аренду флоридской недвижимости, однако налогов с этих платежей не платили.
Выполняя волю Конахана, в феврале 2003 года округ Льюзерн поручил содержание подростков только что построенной частной тюрьме PA Child Care, рассчитанной на 48 заключённых. Власти штата, уверенные в том, что округ вскоре построит новый муниципальный центр, не препятствовали этому решению. Однако в ноябре 2004 года власти округа отказались от этих планов и подписали с частными тюремщиками договор на двадцать лет общей стоимостью 58 миллионов долларов. Уже тогда было ясно, что этот договор выгоден для содержателей тюрьмы и невыгоден для округа: только за первые десять месяцев тюремщики получили прибыль в 1,2 миллиона долларов (28 % от доходов, выплачиваемых из бюджета округа). Чтобы избежать огласки, владельцы тюрьмы подали в льюзернский суд иск о превентивном запрете на публикацию «коммерческих тайн», вскрытых ревизорами штата, а Конахан оперативно вынес решение в пользу своих подшефных. Результаты обязательного аудита PA Child Care были опубликованы только в январе 2008 года: оказалось, что заведение приносило владельцам ежегодную прибыль в два миллиона долларов.
Бизнес льюзернских тюремщиков процветал, и в 2005 году они построили в Пенсильвании второй «исправительный центр» (Western PA Child Care). За этот контракт, по утверждению ФБР, Пауэлл перечислил флоридской компании Конахана и Чиавареллы ровно один миллион долларов. Новая тюрьма, также как первая, систематически завышала расценки и допускала подозрительные перерасходы. По данным ревизоров, только судебному психиатру (который приходился Чиаварелле шурином) Пауэлл переплатил 836,636 долларов.

## «Продажа детей»
Марк Чиаварелла приобрёл репутацию жёсткого сторонника политики «нулевой терпимости» задолго до открытия в округе первой частной тюрьмы. В первые два года службы Чиаварелла приговаривал к лишению свободы не более 4,5 % подсудимых, но в 1999 году процент осуждённых вырос до 13,7 %. За непривычно высокими показателями скрывалось систематическое нарушение судьёй прав подсудимых: Чиаварелла, действуя в связке с окружным инспектором по делам несовершеннолетних Сандрой Бруло, принуждал подростков к признанию вины и к отказу от права на адвоката. Более половины подростков, прошедших через льюзернский суд, подписали отказ от услуг адвоката, тогда как в штате в целом доля отказов не превышала 8 %. Если родители подростка настаивали на участии адвоката, Чиаварелла мог «в назидание» поместить подсудимого под стражу до появления защитника в суде. В 2001 году одно такое дело дошло до верховного суда штата и закончилось отменой решения льюзернского суда. В интервью местной газете Чиаварелла признал ошибки и заверил публику, что будет неукоснительно соблюдать процессуальные нормы, в действительности нарушения продолжились, а приговоры — ужесточились. После открытия в 2003 году частного «исправительного центра» судья отправлял в него уже каждого четвёртого из примерно 1200 подростков, ежегодно направляемых полицией в ювенальный суд. Из 1066 несовершеннолетних, осуждённых в Пенсильвании в 2003 году к лишению свободы, 330 были приговорены Чиавареллой — при том, что население округа Льюзерн составляло всего 3 % населения штата.
Причиной аномального ужесточения приговоров, как установила в 2009 году комиссия Грима, была прямая денежная заинтересованность Чиавареллы в делах подшефных тюрем. Пауэлл ежемесячно перечислял судьям «арендный платёж» в 10 тысяч долларов, а судебный конвейер обеспечивал полную загрузку частных тюрем. По свидетельским показаниям, в 2003 году Бруло установила в своей службе правило: тюрьма должна быть заполнена любой ценой. Служба Бруло поставляла Чиаварелле подсудимых, а судья штамповал обвинительные приговоры, не утруждая себя рассмотрением дел: только в один день, 13 сентября 2001 года, он вынес решения по 82 подсудимым. В судебных протоколах, опубликованных комиссией Грима, повторяется один и тот же сценарий:

Чиаварелла: Признаёте ли вы вину?
Подсудимая: Да.
Чиаварелла: На основании признания, объявляю вас несовершеннолетним правонарушителем.

Подсудимых, обвинённых в школьных драках, Чиаварелла отправлял в тюрьму автоматически. Подростки, совершившие ненасильственные проступки, имели шанс остаться на свободе — если в «исправительных центрах» не было свободных мест. Те, кому не повезло, отправлялись в заключение, обычно на неопределённый срок, неизбежно отставали в учёбе, и не могли найти работу из-за судимости. Чиаварелла отправлял подростков за решётку за ссоры внутри семьи, мелкий вандализм на автобусных остановках, катание на купленном родителями мотоцикле. Состояние здоровья осуждённого на решение не влияло: известен случай, когда Чиаварелла отправил в тюрьму четырнадцатилетнюю больную эпилепсией, заявив что «в тюрьме и не с такими болячкам сидят» (англ. «there’s people with worse ilnesses in jail»). После того, как у оставшейся без привычных лекарств больной произошёл припадок, судья перевёл её на домашний арест, запретив ходить в школу в течение трёх месяцев.
При Чиаварелле, начиная с 1999 года, льюзернский «исправительный центр» превратился в долговую тюрьму: судья отправлял туда детей и подростков, приговорённых к штрафу, но не имевших при себе денег для оплаты. Штрафы измерялись сотнями долларов, а за каждый день заключения должника штат платил тюремщикам 200 долларов. Несмотря на то, что по настоянию финансистов округа в 2004 году такая практика была прекращена, счета тюремщиков росли и стали для округа непосильной ношей, а бюджетные программы по поддержке семьи и профилактике правонарушений пришлось свернуть.
Неоправданная жестокость приговоров Чиавареллы уже много лет обращала на себя внимание правозащитников, но полноценное расследование осложнялось тем, что материалы ювенального суда были закрыты от публики, обжалование ювенальных приговоров было невозможно, а потерпевшие и их родители уже не надеялись на него. Делом, которое, вероятно, объединило общество в противодействии судье, стал процесс четырнадцатилетней Хиллари Тренсу (англ. Hillary Transue). Школьница обвинялась в том, что разместила на myspace пародийный блог с «вопросами и ответами» от имени завуча школы. На «процессе», состоявшемся в январе 2007 года и занявшем не более минуты, Чиаварелла лишил Тренсу и её родителей не только права на адвоката, но и возможности сказать что-либо в свою защиту, и приговорил её к трём месяцам в «исправительном центре». Делом Тренсу, независимо от следователей ФБР, занялась некоммерческая правозащитная организация «Ювенальный правовой центр Филадельфии» (англ. Juvenile Law Center of Philadelphia, JLCP).

## Возбуждение дела
Обстоятельства возбуждения уголовного дела против Конахана и Чиавареллы достоверно неизвестны. ФБР публично заявило только то, что следствие началось в 2007 году. Возможно, что ФБР отреагировало на анонимный донос на Конахана (лишь отчасти касавшийся Чиавареллы и Пауэлла), приписываемый авторству ещё одной льюзернской судьи, Энн Локуты.
В 2006 году Конахан, добивавшийся изгнания Локуты из окружной коллегии судей, возбудил против неё дисциплинарное дело в пенсильванском Совете по судейской этике (англ. Judicial Conduct Board). 28 сентября 2006 года старший юрист Совета Джозеф Масса получил подробную анонимку на Конахана. Автор послания не был осведомлён о «деле о продаже детей», но превосходно знал внутреннюю кухню окружного суда. По утверждению Массы, обвинения были столь серьёзны и обоснованны, что он не рискнул обсуждать анонимку в Совете, а передал её федеральному прокурору, тем самым положив начало уголовному расследованию. По версии ФБР, Масса передал анонимку следователям только 3 апреля 2008 года. По выводам комиссии Клеланда, Масса положил анонимку под сукно на семь месяцев. 14 мая 2007 года он сообщил членам совета краткое изложение анонимки, но полный её текст остался тайной. Масса оспорил мнение комиссии, но исчерпывающих объяснений своему бездействию не дал. Он избежал преследования и сохранил свой пост до ухода на пенсию в конце 2012 года.
Совет отказался дать анонимке ход, якобы по той причине, что в октябре 2007 года Конахан должен был дать важные показания против Локуты. Именно во время дисциплинарного трибунала над Локутой полный текст анонимки попал в прессу, поэтому в судейском сообществе возникла уверенность в том, что именно Локута и была неизвестным анонимом, сама же Локута позже утверждала, что впервые донесла ФБР на Конахана ещё в 2002 году. Несмотря на огласку, Совет так и не стал преследовать Конахана и Чиавареллу и рассматривать жалобы потерпевших по существу: из 636 обращений граждан, поступивших в Совет в 2008 году, только два дошли до стадии публичных дисциплинарных слушаний.

## Расследование
Межведомственная следственная бригада, приступившая в 2007 году к расследованию коррупции в округе, объединила представителей центрального следственного управления ФБР (англ. Criminal Investigations), постоянных агентов Бюро в Пенсильвании и агентов федеральной налоговой службы. Собрав достаточно материалов на Пауэлла, оперативники принудили его к сотрудничеству со следствием и обязали носить на себе прослушивающие устройства, которые дали первые объективные доказательства виновности судей. Со слов Мерикла, Чиаварелла заподозрил прослушку уже в ноябре 2007 года. В мае 2008 года он попытался уйти в тень, оформив перевод из ювенального суда на другой участок; месяц спустя Пауэлл продал свою долю в тюремном бизнесе Грегори Запалле. Двое судей и Пауэлл составили план защиты, основанный на дискредитации показаний Мерикла и деловой партнёрши Пауэлла Джилл Моран. 30 июля после одной из встреч с сообщниками Чиаварелла сорвался: приметив на улице подозрительный фургон, судья попытался взломать его, чтобы вывести федералов «на чистую воду». В фургоне действительно находился оперативник ФБР, записывавший разговоры Пауэлла с судьями.
Незадолго до этого столкновения активисты JLCP подали в верховный суд штата прошение о прекращении незаконной практики ювенальных судов и об отмене всех приговоров, вынесенных Чиавареллой. JLCP мотивировал иск неоправданной жестокостью приговоров и систематическим нарушением судьёй права на защиту. Прокурор штата рекомендовал суду рассмотреть иск по существу, а прокурор округа Льюзерн и судебная палата штата (англ. Administrative Office of Pennsylvania Courts, AOPC) встали на сторону Чиавареллы: c точки зрения чиновников, с его уходом из ювенального суда конфликт был автоматически исчерпан. 8 января 2009 года верховный суд штата отказал истцам по всем пунктам. Судья Кастилл, подписавший это решение, впоследствии оправдывался тем, что JLCP не предоставила суду ни доказательств преступного характера действий Чиавареллы, ни сведений о его связях с тюремщиками.
Две недели спустя ФБР предъявило двум судьям обвинение и принудило их пойти на соглашение о признании вины. Чиаварелла и Конахан признали вину в нарушении служебного долга (англ. honest service fraud) и сокрытии доходов от налогообложения, а прокурор согласился ограничить предельный срок наказания 87 месяцами. Оба судьи согласились на «добровольную» отставку, лишение адвокатского статуса и выплату компенсаций и штрафов по приговору суда. Деяния, за которые судьи получили от двух неназываемых пока лиц (Пауэлла и Мерикла) 2,5 миллиона долларов (позже сумма была увеличена до 2,8 миллиона), были оглашены обвинением, но в сделку с правосудием не вошли. Эта сделка в июле 2009 года была аннулирована в связи с неподобающим поведением обвиняемых: в течение весны и лета 2009 года Конахан, и в меньшей степени Чиаварелла, отказывались обсуждать со следователями детали уголовного дела и препятствовали следствию, пытаясь «работать» со свидетелями и документами. Федеральный судья потребовал, чтобы подсудимые либо прекратили оспаривать обвинение, с которым они согласились в январе, либо отказались от сделки. Конахан и Чиаварелла предпочли отказаться. Конахан в 2010 году изменил позицию и подписал новую сделку с правосудием, признав обвинения в организации рэкета.
9 июня 2009 года ФБР предъявило обвинение Пауэллу, 13 августа Мериклу. Оба обвинялись только в том, что не донесли об известных им преступлениях Чиавареллы и Конахана, и признали свою вину. Мерикл, ставший одиннадцатым обвиняемым по делу о коррупции в округе Льюзерн, согласился выплатить в бюджет округа 2,15 миллиона долларов — столько же, сколько, по мнению следствия, он заплатил двум судьям в 2003—2007 годах. Пауэлл, не дожидаясь суда, согласился на конфискацию яхты и самолёта. Второй совладелец частной тюрьмы Грегори Заппала уголовному преследованию не подвергался.
Летом и осенью 2009 года ФБР предъявило обвинение ещё восемнадцати окружным чиновникам. Непосредственно к «делу о продаже детей», помимо основных фигурантов, были причастны только чиновник Грег Скрепеняк, за взятку предоставивший предпринимателям-тюремщикам налоговые льготы, и служащая исправительной системы округа Сандра Бруло, обвинённая в попытке фальсификации уголовного дела несовершеннолетнего с целью воспрепятствовать следствию. Она признала свою вину и 8 июня 2011 года была осуждена на два года условно и штраф. Один чиновник был обвинён в растрате денег, арестованных как вещественное доказательство по делу о подпольном казино, и был приговорён десяти месяцам тюрьмы с последующим трёхлетним условным сроком и возмещению ущерба. Большинство остальных фигурантов (включая школьный совет округа в полном составе) обвинялись в получении взяток на суммы от одной до пяти тысяч долларов, судья Майкл Тул признал получение взятки в тридцать тысяч.

## Суды

### Комиссии Платта, Грима и Клеланда
Весной 2009 года верховный суд Пенсильвании учредил две комиссии по пересмотру приговоров льюзернского окружного суда. Первая, возглавляемая судьёй Робертом Платтом, занималась исключительно делом Томаса Джозефа (делового партнёра Уильяма Д’Элиа) против газеты Citizens' Voice. В июле 2009 года Платт провёл слушания, на которых Чиаварелла впервые дал публичные показания о связях с Уильямом Д’Элиа, о сговоре с Конаханом, Пауэллом и Мериклом, о схемах отмывания денег и о коррупционном, заведомо предвзятом характере суда по иску Джозефа. 4 ноября 2009 года верховный суд штата аннулировал приговор Чиавареллы по этому делу.
Вторая комиссия, под председательством старшего ювенального судьи штата Артура Грима, исследовала приговоры Чиавареллы по делам несовершеннолетних и практику льюзернского ювенального суда. Вначале верховный суд штата поручил Гриму пересмотреть в индивидуальном порядке примерно 360 подозрительных приговоров. Изучив ситуацию, судья поддержал требования правозащитников: следовало не пересматривать дела отдельных потерпевших, а отменить все приговоры, вынесенные Чиавареллой в 2003—2008 годах — как минимум по 1866 дел, рассмотренных без участия адвокатов. 29 октября 2009 года верховный суд штата принял беспрецедентное решение об аннулировании всех приговоров, вынесенных Чиавареллой с 1 января 2003 года по 31 мая 2008 года, и об уничтожении записей о судимостях потерпевших. В этом решении суд впервые признал, что основным мотивом поступков Чиавареллы была финансовая заинтересованность (англ. his financial interest) в делах подшефного бизнеса. К марту 2012 года количество отменённых приговоров достигло 2251.
В августе 2009 года законодательное собрание штата единогласным решением обеих палат учредило комиссию по расследованию коррупции в округе Льюзерн. В состав комиссии вошли 11 представителей от трёх ветвей власти под руководством судьи Джона Клеланда. На открытых слушаниях в комиссии выступили около шестидесяти чиновников, причастных к делам ювенальной юстиции округа. Чиаварелла и Конахан, которым уже было предъявлено уголовное обвинение, отчитываться Клеланду отказались. Основной задачей комиссии стало вскрытие системных проблем, способствовавших многолетнему процветанию преступной схемы: «Истоки [дела о коррупции в округе Льюзерн] — в неспособности всех трёх ветвей власти, на уровне округа и штата, выполнять свои собственные и общегосударственные обязанности». В мае 2010 года комиссия опубликовала рекомендации по исправлению положения; непосредственных правовых последствий для подсудимых и потерпевших её отчёт не имел.

### Уголовный процесс
Все фигуранты уголовного дела о коррупции в округе, кроме двух судей, пошли под суд поодиночке. Дела Чиавареллы и Конахана были объединены в одном уголовном процессе, который растянулся на два года. В 2009 году большое жюри присяжных утвердило обвинительное заключение из 39 пунктов: организованный рэкет, преступный сговор, вымогательство, получение взяток, отмывание незаконных доходов и уклонение от налогов. Судебные слушания по существу дела прошли в феврале 2011 года в федеральном окружном суде в Скрентоне. Суд начался с признательных показаний Пауэлла и Мерикла, при этом Мерикл заявил, что платил судьям добровольно, а Пауэлл утверждал, что стал жертвой вымогательства. Чиаварелла признал уклонения от уплаты налогов и отверг обвинения во взятках и вымогательствах, утверждая, что полученные от Пауэлла деньги были законными «комиссионными» (англ. finder's fee) и арендной платой за кондоминиум во Флориде. Обвинения в «продаже детей» ФБР прокурор не предъявлял; вне зала суда Чиаварелла заявил прессе, что «это дело о вымогательстве и откатах, а не о „продаже детей“. Если бы такая „продажа“ имела место, почему они [федералы] не выдвинули такое обвинение?».
Присяжные решили, что Чиаварелла и Конахан виновен в организованном рэкете, нарушении служебного долга, сокрытии доходов от налогообложения и приготовлении к отмыванию денег. Присяжные отвергли обвинения подсудимых в конкретных эпизодах получения взяток и отмывания денег, и в вымогательстве у Пауэлла и Мерикла (что открывало дорогу к уголовному преследованию бизнесменов как соучастников, а не жертв, льюзернских судей). Адвокат Чиавареллы провозгласил победу: «присяжные отвергли 95 % обвинений» (в действительности — 27 из 39 пунктов обвинений), а общественность критиковала следователей и обвинителей за то, что подсудимые избежали ответственности за «продажу детей». В ответ федеральный прокурор Питер Смит обратил внимание на то, что присяжные утвердили наиболее серьёзное обвинение — в организованном рэкете (англ. a pattern of racketeering activity): «если он считает, что приговор за рэкет — это победа, что тогда считать поражением?». Расследование собственно «продажи детей», по мнению Смита, — сфера ответственности властей штата, а не федеральных органов.
1 августа 2011 года Косик вынес Чиаварелле приговор: 28 лет тюремного заключения и штраф на 1 173 791 долларов. Приговор Конахану — семнадцать с половиной лет тюрьмы и штраф на 894 267 долларов — был оглашён 23 сентября 2011 года. Через шесть недель тот же судья приговорил Пауэлла к 18 месяцам тюремного заключения за соучастие в деле Чиавареллы и Конахана и за недонесение об их преступлениях. Пауэлл отбывал наказание в «элитной» (англ. cushiest, по мнению Forbes) тюрьме во Флориде; в том же штате, в другой тюрьме, в 2011 году сидел Конахан, а Чиавареллу отправили отбывать срок в Иллинойс. Дело против Роберта Мерикла, обвинённого в тех же преступлениях, что и Пауэлл, по состоянию на апрель 2013 года ещё не дошло до суда.

### Гражданские иски
За предъявлением обвинения Чиаварелле и Конахану последовала волна гражданских исков о компенсации причинённого вреда. Уже в начале февраля 2009 года в суд обратились несколько сотен человек. Летом 2009 года по инициативе адвокатов и правозащитников индивидуальные иски были объединены в общий консолидированный иск против Чиавареллы, Конахана, Пауэлла, Мерикла и принадлежащей Грегори Запалла компании Mid-Atlantic Youth Services — оператору и владельцу частных тюрем. По оценкам 2009 года количество потерпевших, включая родителей осуждённых, могло составить до 7300 человек; в действительности к иску присоединились 2019 человек, и только 1614 были признаны потерпевшими.
В 2012 году Роберт Мерикл взял все расходы по выплате компенсаций на себя и заключил с адвокатами пострадавших соглашение о внесудебном урегулировании дела с выплатой 17,75 миллионов долларов. Сделка была окончательно закрыта в феврале 2013 года: по окончательному соглашению, 1614 осуждённых Чиавареллой получили компенсации в размере от пятисот (условно осуждённые) до пяти тысяч (заключённые частных тюрем Пауэлла и Запаллы) долларов. Остаток средств после выплаты этих компенсаций и гонораров адвокатам (около четверти всей суммы) следовало распределить между потерпевшими по выбору комитета истцов.

## В культуре
- Хорошая жена (1 сезон, 10 серия — «Lifeguard»)

## Первичные документы
- Анонимный донос 2006 года (приписываемый Энн Локуте)
- Обвинительное заключение от 26 января 2009 года
- Материалы комиссии Клеланда на сайте верховного суда штата